# Aspa
Pour l’article ayant un titre homophone, voir ASPA.
Aspa est une commune de la province de Lérida, en Catalogne, en Espagne, de la comarque de Segrià.